# エイダ郡
エイダ郡 (英: Ada County) は、アメリカ合衆国アイダホ州に位置する郡である。人口49万4967人（2020年）。郡庁所在地は、ボイシ (Boise) である。郡の名前はボイシの設立者、H・C・リッグスの最初の娘、エイダ・リッグスに由来している。

## 地理
アメリカ合衆国統計局によると、この郡は総面積2,746 km2 (1,060 mi2) である。このうち2,732 km2 (1,055 mi2) が陸地で14 km2 (5 mi2) が水地域である。総面積の0.50%が水地域となっている。

### 隣接する郡
- ボイシ郡 - 北東
- エルモア郡 - 東
- オワイヒー郡 - 南
- キャニオン郡 - 西
- ジェム郡 - 北西

## 人口動静

2000年国勢調査に基づくエイダ郡の人口ピラミッド

2000年国勢調査で、この郡は人口300,904人、113,408世帯、及び77,344家族が暮らしている。人口密度は110/km2 (285/mi2) である。43/km2 (112/mi2) の平均的な密度に118,516軒の住宅が建っている。この郡の人種的な構成は白人92.86%、アフリカン・アメリカン0.65%、先住民0.69%、アジア1.74%、太平洋諸島系0.15%、その他の人種1.67%、及び混血2.24%である。ここの人口の4.48%はヒスパニックまたはラテン系である。
113,408世帯のうち、36.20%が18歳未満の子供と一緒に生活しており、55.10%は夫婦で生活している。9.40%は未婚の女性が世帯主であり、31.80%は家族以外の住人と同居している。23.80%は独身の居住者が住んでおり、6.70%は65歳以上で独居である。1世帯の平均住居者数は2.59人であり、家庭の場合は、3.11人である。
この郡内の住民は27.30%が18歳未満の未成年、18歳以上24歳以下が10.30%、25歳以上44歳以下が32.50%、45歳以上64歳以下が20.80%、及び65歳以上が9.10%にわたっている。中央値年齢は33歳である。女性100人ごとに対して男性は100.60人である。18歳以上の女性100人ごとに対して男性は98.90人である。
この郡の世帯ごとの平均的な収入は46,140米ドルであり、家族ごとの平均的な収入は54,416米ドルである。男性は37,867米ドルに対して女性は26,453米ドルの平均的な収入がある。この郡の一人当たりの収入 (per capita income) は22,519米ドルである。人口の7.70%及び家族の5.40%は貧困線以下である。全人口のうち18歳未満の9.20%及び65歳以上の5.70%は貧困線以下の生活を送っている。

## 市町村
- ボイシ（郡庁所在地）
- メリディアン
- イーグル
- クナ（Kuna）
- ガーデンシティ（Garden City）
- スター（Star）